# Арруда (стадион)
Стадион Арру́да или официально «Жозе ду Регу Масиэл» (порт. Estádio José do Rego Maciel; Estádio do Arruda, иногда также неофициально называется «Арруда́н», порт. Arrudão) — футбольный стадион в Бразилии, расположенный в городе Ресифи, столице штата Пернамбуку. На стадионе выступает один из ведущих клубов штата — «Санта-Круз».

## История
Стадион «Арруда» — самый большой по вместимости стадион в штате Пернамбуку, также входит в десятку крупнейших стадионов Южной Америки. Футбольный клуб «Санта-Круз», основанный в 1908 году, выступал на разных стадионах города и в разных районах. В 1943 году команда обосновалась в районе Арруда. В 1955 году мэр Ресифи Жозе ду Регу Масиэл подарил клубу участок земли, который «Санта-Круз» арендовал последние 12 лет. Именно в его честь впоследствии был назван будущий стадион.
В 1965 году, после привлечения средств от инвесторов, началось строительство современного стадиона на той же территории. Официальное открытие стадиона состоялось 4 июня 1972 года, когда «Санта-Круз» сыграл товарищеский матч против «Фламенго» (0:0).
В 1978 году рядом со стадионом была построена штаб-квартира «Санта-Круза». В 1982 году завершились работы по реконструкции стадиона, который теперь мог принять 100 тыс. зрителей, однако фактически столько людей на арену никогда не допускалось по соображениям безопасности.
Неофициальный рекорд посещаемости, ещё до реконструкции, был установлен на отметке в 96 000 зрителей. Это произошло во время матча отборочного турнира к чемпионату мира 1994 года между Бразилией и Боливией (6:0), состоявшегося 29 августа 1993 года. При этом значительная часть болельщиков присутствовала на стадионе нелегально, и официально (по проданным билетам) на стадионе было 76 636 зрителей.
В последующие годы стадион «Арруда» постепенно модернизировался. По состоянию на 2020 год максимальная его вместимость ограничена 60 тысячами зрителей, однако фактически на стадион не допускают более 55 тысяч человек.
В рамках подготовки к чемпионату мира 2014 года правительство штата решило не реконструировать стадион «Арруда», и вместо этого был построен новый стадион «Арена Пернамбуку» в Сан-Лоренсу-да-Мата в столичном регионе Ресифи. На нём прошли три матча Кубка конфедераций 2013 и пять матчей ЧМ-2014. «Арена Пернамбуку» — домашний стадион «Наутико».

### Кубок Америки 1989
Стадион «Арруда» принял два матча Кубка Америки 1989, состоявшийся в Бразилии и завершившийся победой хозяев.
| Дата        | Хозяева  | Рез. | Гости    | Раунд    | Зрителей |
| ----------- | -------- | ---- | -------- | -------- | -------- |
| 9 июля 1989 | Колумбия | 1:1  | Перу     | Группа A | 60 000   |
| 9 июля 1989 | Бразилия | 2:0  | Парагвай | Группа A | 76 200   |